# Ludwig Chicken
Ludwig Chicken, detto "Lutz" (Klagenfurt, 31 luglio 1915 – Bressanone, 9 settembre 2011), è stato un alpinista e medico austriaco, fu un componente della spedizione alpinistica tedesca al Nanga Parbat del 1939 che esplorò una possibile via di scalata della nona vetta più alta del mondo. Figlio di una famiglia anglo-austriaca, trascorse la maggior parte della sua vita in Alto Adige.

## Biografia
Chicken, figlio di padre di origini inglesi e madre carinziana, nacque a Klagenfurt nel 1915, ma crebbe a Bolzano e sul Renon. Dal 1926 frequentò il Ginnasio francescano a Bolzano e, dopo la sua chiusura, il Ginnasio umanistico statale, dove conseguì la maturità nel 1934. Successivamente Chicken iniziò a studiare medicina all'Università di Bologna, ma come opzione passò all'Università Ludwig Maximilian di Monaco di Baviera. Si unì alla Gioventù hitleriana come assistente medico nei campi per giovani. Sebbene inizialmente solidale al nazismo, non divenne mai un membro del partito e lentamente arrivò a realizzare che molte cose non andavano bene sotto il Terzo Reich. Negli anni '50 divenne apertamente e onestamente autocritico e affrontò le sue precedenti opinioni e trasformò il suo pensiero.
Nel 1939 Chicken si unì all'Academic Alpine Club di Monaco di Baviera e nello stesso anno ricevette un invito a prendere parte a una spedizione esplorativa al Nanga Parbat organizzata dalla Fondazione tedesca per l'Himalaya  Dopo diverse spedizioni infruttuose e drammatiche, come la Spedizione tedesca al Nanga Parbat del 1934 e la spedizione alpinistica tedesca al Nanga Parbat del 1937, in cui 31 alpinisti morirono in incidenti, si decise di esplorare il versante nord-occidentale (fianco Diamir) della montagna. Peter Aufschnaiter assunse la guida della spedizione. A questa impresa parteciparono anche Heinrich Harrer e Hans Lobenhofer. Allo scoppio della Seconda guerra mondiale, nell'autunno del 1939, l'equipaggio venne catturato dalle autorità britanniche il 3 settembre e portato nel campo di internamento indiano di Dehradun, nell'India settentrionale. Harrer e Aufschnaiter riuscirono a fuggire nel 1944 e in seguito raggiunsero la corte del Dalai Lama a Lhasa. Harrer scrisse la sua storia in "Sette anni in Tibet". Chicken e Lobenhoffer rimasero in prigione per altri due anni e non furono rilasciati fino al 1946.
Dopo essere tornato in Europa, Chicken conseguì il dottorato presso l'Università Ludwig Maximilian di Monaco nel 1947 . Nella sua tesi ha rielaborato le esperienze lavorative maturate durante il periodo di prigionia, trascorso come dipendente in un ospedale indiano. L'argomento del lavoro era "L'incidenza delle malattie nel campo di detenzione di Premnagar". Si stabilì poi in Alto Adige, dove lavorò come medico a Bressanone. Nel 1950 sposò a Bradford la britannica Ursula Groth, che aveva conosciuto durante una vacanza a Ortisei in Val Gardena. Suo figlio Andy nacque nel 1952 e sua figlia Cornelia nel 1961.
Da quando tornò in Alto Adige, Chicken diventò un membro attivo dell'Associazione Alpina dell'Alto Adige (AVS). Nel 1953 fondò insieme a un compagno di scuola il gruppo alpinistico AVS per avventure impegnative. Dal 1970 è secondo presidente della sezione di Bressanone e dal 1972 al 1987 primo presidente. Sotto la sua egida vennero costruiti l'Alta Via di Fundres e i rifugi Brixner e Tiefrastenhütte. Nel 1984 Chicken organizzò un simposio congiunto dell'AVS, dell'OeAV e del DAV, nel corso del quale si decise all'unanimità di riconoscere e promuovere l'arrampicata sportiva e agonistica da parte dei club alpini. Dal 1991 al 1993 è stato attivo come Presidente e poi fino al 1996 come membro semplice della Commissione per la protezione della montagna dell'UIAA per la protezione ambientale sostenibile nelle Alpi e l'adozione di misure analoghe in altre catene montuose del mondo. Per molti anni Chicken è stato considerato un “gran signore” dell’AVS, che lo ha anche onorato con la qualifica di membro onorario. Morì a Bressanone nel 2011.